# Алис Уокър
Алис Уокър (на английски: Alice Walker) е американска политическа активистка феминистка, поетеса и писателка, авторка на произведения в жанра социална драма, лирика, исторически роман, публицистика, мемоари и документалистика. Тя е първата афроамериканка, която печели наградата „Пулицър“ за художествена литература.

## Биография и творчество
Алис Малсениър Уокър е родена на 9 февруари 1944 г. в Итънтън, Джорджия, САЩ, и е най-малкото от осемте деца в семейството на Уили Уокър и Мини Грант. И двамата ѝ родители са арендатори, а майка ѝ работи допълнително и като шивачка. Като осемгодишна получава нараняване на дясното си око, след като един от братята ѝ стреля с въздушен пистолет. Заради липса на спешна медицинска помощ ослепява с едното око. Поради сегрегацията завършва с отличие през 1961 г. единствената гимназия за чернокожи, „Бътлър Бейкър“. Следва две години със стипендия от щата Джорджия в Спелман Колидж при Хауърд Зин и Стотън Линд, а после с друга стипендия завършва през 1965 г. с бакалавърска степен колежа „Сара Лоурънс“ в Йонкърс, щат Ню Йорк. Публикува свои стохове в списанието на колежа. По време на последната си година в колежа забременява и прави аборт; като това преживяване и пристъпът на мисли за самоубийство след това вдъхновяват голяма част от поезията ѝ, публикувана през 1965 г. в първата ѝ стихосбирка „Веднъж“.
След дипломирането си работи за кратко в Министерството на социалните грижи в Ню Йорк, след което се връща на юг. Работи във Фонда за правна защита на Националната асоциация за напредък на цветнокожите в Джаксън, Мисисипи, и като консултант по чернокожа история на програмата „Приятели на децата на Мисисипи“. В периода 1968 – 1969 г. се връща към писането като резидентен писател в Джаксънския държавен университет и в периода 1970 – 1971 г. в колежа Тугалу.
През 1970 г. е издаден първият ѝ роман „Третият живот на Грейндж Копланд“, който тренира болезнената тема за насилието в чернокожата общност и необходимостта да се преодолее господството и потисничеството, без да се нараняват взаимно. През есента на 1972 г. преподава курс по чернокожи писателки в Масачузетския университет в Бостън. През 1976 г. е публикуван вторият ѝ роман, „Меридиан“. Той е история за активисти от юга по време на движението за граждански права, със събития, които са тясно свързани с някои от собствените ѝ преживявания.
През 1982 г. е публикуван най-известният ѝ роман „Пурпур“. Историята проследява живота на млада чернокожа жена, която си проправя път не само през расистката бяла култура, но и през патриархалната култура и мъжкото господство на чернокожите. Въпреки критиките романът става бестселър, получава наградата „Пулицър“ следващата година и Националната награда за книга. През 1985 г. е екранизиран във филма „Пурпурен цвят“ с участието на Упи Голдбърг, Опра Уинфри и Дани Глоувър, както и в мюзикъл на Бродуей от 2005 г. През 2023 г. по романа и мюзикала е направен филмовият мюзикъл „Пурпурен цвят“ с участието на Фантазия Барино, Колман Доминго, Хали Бейли, Сиара и др. Историята е продължена в романите „Храмът на моя познат“ (1989) и „Притежаването на тайната на радостта“ (1992), които включват няколко герои и потомци на герои от романа „Пурпур“. Петият ѝ роман „Притежаването на тайната на радостта“ поставя темата за практиката на женско генитално осакатяване в някои африкански, азиатски и близкоизточни култури.
Отношението на писателката към международния проблем с женското генитално осакатяване я мотивира да направи допълнителни проучвания, отразени в книгата ѝ „Воински белези: Женско генитално осакатяване и сексуално ослепяване на жените“ от 1993 г. Шестият ѝ роман „Със светлината на усмивката на моя баща“ от 1998 г. се фокусира върху женската сексуалност.
През 2000 г. Уокър издава сборникът с разкази „Пътят напред е с разбито сърце“, базирани на нейния собствен живот и изследващи любовта и расовите отношения. В книгата описва своите междурасови отношения с евреина Мелвин Розенман Левентал, адвокат по граждански права, който също работи в Мисисипи. Те се женят на 17 март 1967 г. в Ню Йорк. По-късно същата година се преместват в Джаксън, превръщайки се в първата законно женена междурасова двойка в Мисисипи, откакто в щата са въведени законите за смесено поколение. Семейството е тормозено и заплашвано от бели, включително от Ку Клукс Клан. Имат дъщеря, Ребека Уокър, която също става писателка. Развеждат се през 1976 г. По-късно има връзка с певицата Трейси Чапман.
В края на 70-те години Алис Уокър се премества в Северна Калифорния. През 1984 г. тя и колегата ѝ писател Робърт Л. Алън основават Wild Tree Press, феминистка издателска компания в Андерсън Вали, Калифорния.
За творчеството си получава редица литературни награди. През 2001 г. е включена в Залата на славата на писателите на Джорджия, а през 2006 г. в Калифорнийската зала на славата в Калифорнийския музей за история, жени и изкуства.
Алис Уокър живее в Мендосино, Калифорния.

## Произведения

### Самостоятелни романи
- The Third Life of Grange Copeland (1970)[1][2][3]
- Meridian (1976)
- Finding the Green Stone (1991)
- By the Light of My Father's Smile (1998)
- Now Is the Time to Open Your Heart (2004)

### Поредица „Пурпур“ (Color Purple)
1. The Color Purple (1982) – награда „Пулицър“[1][2][3]
Пурпур, изд.: Orange Books, София (2018), прев. Надежда Розова
2. The Temple of My Familiar (1989)[6]
3. Possessing the Secret of Joy (1992)

### Поезия
- Once (1968)[1][2][3][5]
- Revolutionary Petunias and Other Poems (1973)
- Good Night, Willie Lee, I'll See You in the Morning (1979)
- Horses Make a Landscape Look More Beautiful (1985)
- Her Blue Body Everything We Know: Earthling Poems (1991)
- Absolute Trust in the Goodness of the Earth (2003)
- A Poem Traveled Down My Arm: Poems And Drawings (2003)
- Collected Poems (2005)
- The World Will Follow Joy (2013)
- Hard Times Require Furious Dancing: New Poems (2010)
- Taking the Arrow Out of the Heart (2018)

### Сборници
- In Love and Trouble (1973)[1][2][3]
- You Can't Keep a Good Woman Down (1981)
- Everyday Use (1992)
- Giving Birth, Finding Form (1993) – Исабел Алиенде и Жан Шинода Болен
- Quartet of Stories (1993) – с Мая Анджелоу, Лорна Гудисън и Олив Сениър
- The Complete Stories (1994)
- The Way Forward Is with a Broken Heart (2000) – мемоарни разкази

### Документалистика
- In Search of Our Mothers' Gardens: Womanist Prose (1983)[1][2][3]
- Living by the Word (1988)
- Warrior Marks: Female Genital Mutilation and the Sexual Blinding of Women (1993) – с режисьора Пратибха Пармар
- The Same River Twice: Honoring the Difficult (1996)
- Anything We Love Can Be Saved: A Writer's Activism (1997)
- Sent By Earth: A Message from the Grandmother Spirit After the Bombing of the World Trade Center and Pentagon (2001)
- We Are the Ones We Have Been Waiting For (2006)
- Overcoming Speechlessness (2010)
- Chicken Chronicles, A Memoir (2011)
- The cushion in the road – Meditation and wandering as the whole world awakens to be in harm's way (2013)
- My Life as My Self (2015)
- Gathering Blossoms Under Fire (2018)

### Екранизации
- 1977 Diary of an African Nun – късометражен
- 1985 Пурпурен цвят, The Color Purple
- 1989 Behind God's Back – късометражен
- 2003 Everyday Use
- 2023 Пурпурен цвят, The Color Purple